# Bilokurakyne (huyện)
Huyện Bilokurakyne (tiếng Ukraina: Білокуракинський район, chuyển tự: Bilokurakynes'kyi raion) là một huyện của tỉnh Luhansk thuộc Ukraina. Huyện Bilokurakyne có diện tích 1436 kilômét vuông, dân số theo điều tra dân số ngày 5 tháng 12 năm 2001 là 23807 người với mật độ 17 người/km2. Trung tâm huyện nằm ở Bilokurakyne.